# Zenuwcel
Een zenuwcel of neuron is een bepaald type lichaamscel, behorend tot de belangrijkste elementen van het zenuwstelsel.
Het menselijk lichaam heeft naar schatting 100 miljard zenuwcellen. Verreweg het grootste deel daarvan bevindt zich in het centraal zenuwstelsel (hersenen en ruggenmerg). Zenuwcellen zijn belangrijke informatie- en signaalverwerkers van het lichaam, ze staan in voor een belangrijk deel van de intercellulaire communicatie in het lichaam. Een specifiek kenmerk van zenuwcellen is dat ze prikkelbaar zijn; daarbij kunnen ze signalen ontvangen en doorgeven zonder verlies van signaalsterkte. In de hersenen bevinden zich circuits van zenuwcellen die een groot aantal lichaamsfuncties regelen en ook verantwoordelijk zijn voor het menselijk denkvermogen.

## Ontdekking
Antoni van Leeuwenhoek beschreef al in 1718 zenuwvezels. Hij dacht dat het holle buisjes waren; in 1781 interpreteerde Felice Fontana ze echter als dunne maar massieve cilinders.
De specifieke vorm van zenuwcellen werd voor het eerst in beeld gebracht dankzij het gebruik van zilverchromaat, een nieuwe contraststof ontdekt door Camillo Golgi in 1873 (zie golgikleuring). Vanaf 1888 gebruikte Santiago Ramón y Cajal die techniek om de schakelingen te analyseren in een groot aantal gebieden van de hersenen. Hij was de belangrijkste vertegenwoordiger van de neuronentheorie of neurondoctrine, de voor die tijd revolutionaire veronderstelling dat het zenuwstelsel uit cellen bestaat, net als alle andere weefsels. Golgi en Cajal deelden in 1906 de Nobelprijs voor Geneeskunde.
De logische volgende stap was de analyse van de synaptische transmissie, het mechanisme waarmee één zenuwcel een signaal doorgeeft aan een andere. Vooral in de jaren 1930 en 1940 woedde een felle controverse tussen enerzijds voorstanders van een elektrische stroom als verklaring, en anderzijds degenen die volhielden dat de transmissie binnen de synaps scheikundig van aard was. De experimenten van Stephen Kuffler in 1942 en van Paul Fatt en Bernard Katz in 1952 beslechtten het pleit grotendeels in het voordeel van scheikundige overbrenging, hoewel latere experimenten aantoonden dat met name bij ongewervelde dieren ook elektrische connecties voorkomen.

## Morfologie
Op basis van hun vorm zijn zenuwcellen in te delen als volgt:
- Unipolair. Deze zenuwcellen hebben maar één uitloper; het axon. Vertakkingen hiervan dienen als ontvangende structuren, maar er zijn geen aparte dendrieten. Deze zenuwcellen komen voornamelijk voor in ongewervelden.
- Bipolair. Bipolaire zenuwcellen hebben twee uitlopers; een axon en een dendriet. De dendriet ontvangt informatie uit het perifeer zenuwstelsel, het axon stuurt deze informatie door naar het centraal zenuwstelsel.
- Multipolair. De meeste zenuwcellen in het zenuwstelsel van gewervelden zijn multipolair. Ze hebben één axon en meerdere dendritische vertakkingen, die uitlopen vanuit verschillende plekken op het cellichaam.

## Anatomie
Een zenuwcel heeft een cellichaam of soma, en een aantal lange dunne uitlopers. Globaal genomen zijn er twee soorten uitlopers: axonen en dendrieten. Axonen geleiden van de zenuwcel af, dendrieten er (meestal) naartoe. Het axon is vaak erg lang (tot een meter), veel dikker (25 micrometer) dan dendrieten, en onvertakt, behalve aan het uiteinde; de dendrieten zijn dun en sterk vertakt. Een purkinjecel in de hersenschors kan door middel van dendrieten met duizenden andere zenuwcellen verbonden zijn.

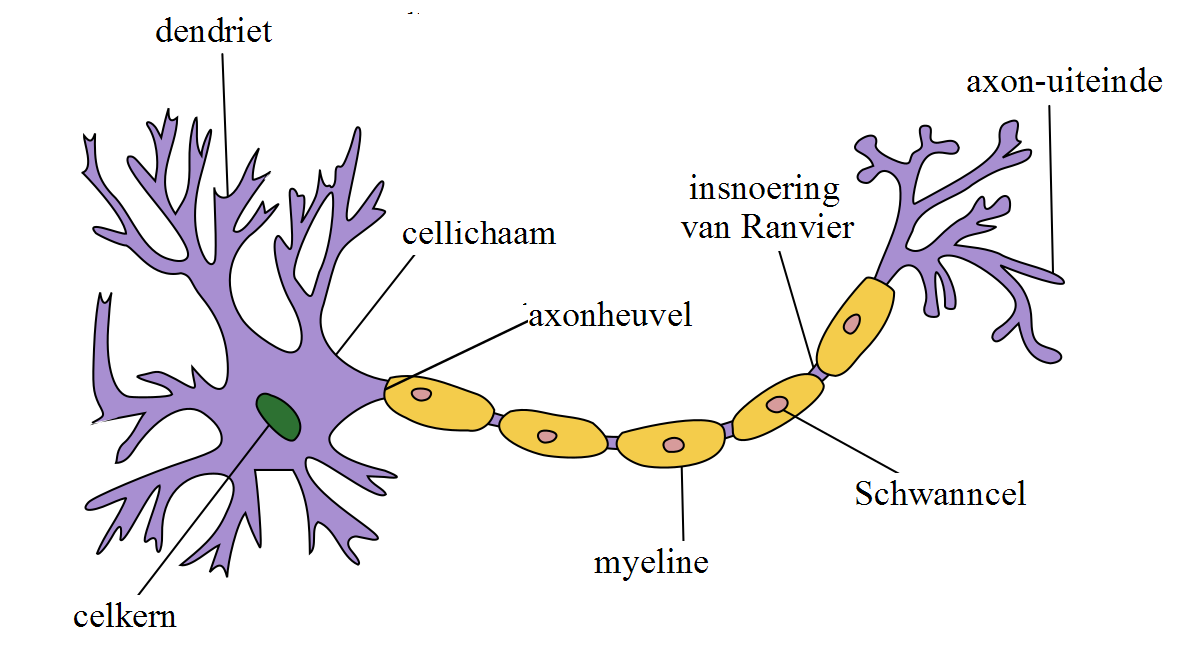
Structuur van een neuron

De grenzen van een zenuwcel worden bepaald door de externe celmembraan, ook wel plasmalemma genoemd. De binnenkant van een zenuwcel bestaat uit cytoplasma, dat weer bestaat uit het cytosol, het waterige gedeelte van het cytoplasma waarin weinig eiwitten voorkomen, en organellen met een eigen membraan, zoals:
- ruw endoplasmatisch reticulum
- glad endoplasmatisch reticulum
- golgiapparaat
- lysosomen
- een verscheidenheid aan transportblaasjes
- mitochondria
- peroxisomen.

In principe komen alle organellen die in het cellichaam voorkomen ook voor in de dendrieten. Echter, de concentraties van sommige organellen zoals het ruw endoplasmatisch reticulum, het golgiapparaat en lysosomen, nemen af naarmate de afstand van het cellichaam toeneemt. Op de plek waar het axon uit het cellichaam groeit is er een duidelijke functionele grens. Ze bevatten vooral synaptische blaasjes en andere onderdelen die belangrijk zijn bij synaptische transmissie. Mitochondria en glad endoplasmatisch reticulum komen in alle neuronale compartimenten voor.

## Fysiologie
Langs een zenuwvezel (een bundel zenuwcellen) worden impulsen doorgegeven door verandering van de elektrische potentiaal over de celmembraan, de zogenoemde actiepotentiaal. Hoewel dit wel een elektrisch fenomeen is, gaat het hier niet om simpele geleiding van elektriciteit: er treedt een verandering op van concentratiegradiënten van ionen over het celmembraan waardoor het potentiaalverschil tussen de binnenkant en de buitenkant van de cel verandert. Deze verandering verplaatst zich stapsgewijs langs de uitlopers van een zenuwcel, enigszins vergelijkbaar met het zich verplaatsen van het vlamfront in een stuk lont.
De snelheid van een impuls die door een zenuw wordt geleid is dan ook vele malen kleiner dan die van een elektrische puls in een koperen draad. Bij snelle vezels gaat dat met grotere snelheid (maximaal tussen de 70 en 120 meter per seconde) dan bij langzame vezels. De snelste zenuwen zijn de motorische zenuwen die naar de grote skeletspieren gaan. De snelheid waarmee het signaal zich voortplant is afhankelijk van de dikte van zowel de myelineschede als van de diameter van de zenuw. Bij de 'langzaamste' zenuwvezels ligt de voortplantingssnelheid tussen de 1 en 2 m/s.

## Depolarisatieproces van de celmembraan
De membraan van de meeste dierlijke cellen is een op zich elektrisch isolerend medium, bestaande uit een dubbele laag fosfolipiden waarin zich een groot aantal eiwitten bevinden. Ionen (geladen deeltjes in oplossing) kunnen zich normaliter niet spontaan van de ene naar de andere kant van het celmembraan verplaatsen: ze worden of actief door de cel naar de andere kant gepompt, of maken gebruik van zeer selectieve 'kanaaltjes' die de cel kan open- en dichtzetten. Tussen de binnen- en de buitenkant van het celmembraan van een neuron bestaat een zeker potentiaalverschil van enige tientallen millivolt, dat door de cel actief in stand wordt gehouden door ionen in en uit de cel te verplaatsen. Het binnenste van de cel is ongeveer 70 millivolt negatief ten opzichte van de buitenkant. Wordt de zenuwcel nu geprikkeld, dan treedt er, na een korte latente periode van 1 milliseconde waarin er niets lijkt te gebeuren, een toenemende depolarisatie van de celmembraan op, die zelfs door het neutrale punt heen gaat en na 1 ms een positieve potentiaal van 35 millivolt bereikt. Hierna valt de spanning weer terug naar -70 millivolt en zelfs iets meer dan dat gedurende 50 milliseconde, waarna de uitgangstoestand weer is bereikt.
Gedurende korte tijd na dit 'afvuurproces' is een zenuwcel niet opnieuw te prikkelen: de absolute refractaire periode. Een depolarisatiegebeurtenis (actiepotentiaal) is een alles-of-niets verschijnsel: of de prikkel is niet sterk genoeg om deze te ontketenen, of hij komt volledig tot ontwikkeling.

### Mechanisme
Aan weerszijden van het membraan bestaat er een verschil tussen de concentraties van de belangrijke ionen van natrium en kalium: binnen in de cel bevindt zich veel meer kalium, erbuiten veel meer natrium. Na prikkeling ontstaat er plotseling een veel grotere doorlaatbaarheid voor positief geladen natriumionen, die de cel in beginnen te stromen. Hierdoor wordt de membraanpotentiaal omgekeerd. Deze verhoogde natrium-doorlaatbaarheid is echter van korte duur. Iets later op gang komt een verhoogde doorlaatbaarheid voor kaliumionen, die de cel gaan verlaten en zo de verandering in potentiaal tegenwerken. Deze fase duurt iets langer. Zo ontstaat de actiepotentiaal.
Na enige milliseconden is de doorlaatbaarheid van de celmembraan weer als vanouds, en worden de binnengestroomde natriumionen en de uitgestroomde kaliumionen langzaam door de cel teruggepompt naar de plaats waar ze thuishoren. Deze veranderingen in doorlaatbaarheid treden op naar aanleiding van een prikkel; deze kan van verschillende aard zijn, elektrisch, mechanisch of chemisch. Is de 'prikkeldrempel' eenmaal overschreden dan gaat de depolarisatie door. Een aangrenzend stukje membraan wordt dan door de depolarisatie op zijn beurt weer gedepolariseerd en zo plant de impuls zich langs de celmembraan en langs een axon of dendriet voort.

## Synaps
Aan het eind van de weg van een zenuwimpuls door een neuron moet de impuls gebruikt worden om een volgende zenuw te prikkelen. Zo niet, dan gaat de informatie in de impuls verloren. Neuronen kunnen elkaar impulsen overbrengen via synapsen. Een synaps is een verbinding tussen twee neuronen waardoor een impuls kan worden overgedragen. Bij een synaps is contact tussen twee neuronen. Het signaal kan daar als een elektrisch signaal worden overgedragen, maar wordt meestal overgedragen door chemische stoffen, zogenaamde neurotransmitters. Deze neurotransmitters worden meestal bij het eind van een axon geproduceerd en overgedragen op een dendriet van een ander neuron maar er zijn ook synapsen tussen axonen en het cellichaam of tussen dendrieten onderling.
De meeste synapsen zijn chemisch, vaak tussen het eind van een axon (het presynaptisch neuron) en het (postsynaptisch) neuron. Als een impuls bij het uiteinde aankomt worden de calciumpoorten geopend waardoor calciumionen het presynaptisch neuron binnenstromen. Die calciumionen zorgen ervoor dat met neurotransmitter gevulde blaasjes (zogenaamde vesikels) met het celmembraan van het axon versmelten. De neurotransmitters komen dan in de smalle ruimte tussen axoneinde en postsynaptisch neuron (de zogenaamde synaptische spleet). Ze steken de kloof over en hechten aan de overkant op natriumpoorten die natriumionen naar binnenlaten. In rusttoestand is de poort dicht maar als er de geschikte neurotransmitter neerstrijkt op de buitenkant van de poort, gaat het enige tijd open. In het voorgaande stuk over impulsgeleiding zie je dat na het openen van de natriumpoorten natriumionen door het celmembraan naar binnen trekken en het celmembraan depolariseren. Dit kan het begin zijn van een impuls die zich door het volgende neuron gaat voortplanten.
Er zijn vele soorten neurotransmitters. Sommigen zorgen zoals boven aangegeven voor een verlaging van het potentiaalverschil over het membraan van het ontvangende neuron. Deze neurotransmitters heten ‘exciterend’ . Andere neurotransmitters zorgen juist voor een verhoging van de membraanspanning deze werken ‘inhiberend’ . Er komen meestal verschillende soorten neurotransmitters van verschillende neuronen bij een ontvangend neuron aan. Als de exciterende signalen samen (een stuk) sterker zijn dan de inhiberende raakt het neuron geëxciteerd: het membraan raakt gepolariseerd en het ontvangende neuron zal een puls door zijn axon gaan sturen.
Bekende neurotransmitters zijn: acetylcholine (de meest bekende omdat hij het eerst ontdekt werd) en GABA, die een rol speelt bij de giftigheid van alcohol.

## Mogelijke theorie
In 2005 hebben onderzoekers aan de Universiteit van Kopenhagen een nieuwe theorie bedacht, die veel problemen verklaart. Met de "oude" theorie kan namelijk de werking van bijvoorbeeld narcose-middelen niet verklaard worden. De nieuwe theorie gaat niet uit van een elektrisch signaal als overdrachtsmiddel, maar gaat uit van solitonen - een soort geluidsgolven. Solitonen vormen zich alleen maar onder de juiste vloeibaarheid van de celmembraan. Narcose-middelen zorgen ervoor dat het smeltpunt van de lipiden in de celmembraan lager komt te liggen - onder de lichaamstemperatuur - waardoor er geen solitonen meer gevormd kunnen worden, wat resulteert in het niet voelen van pijn.

## Onderzoek naar zenuwcellen
Met name door onderzoek aan proefdieren is er veel bekend over zenuwcellen. In de jaren 60 van de twintigste eeuw is er veel onderzoek gedaan door middel van laesie-onderzoek. Hierbij wordt er een snee in een zenuwcel gemaakt en werd onderzocht wat het effect hiervan is. Vaak leidde dit tot neurale degeneratie, de afbraak van deze zenuwcel. In de jaren zeventig kwam een nieuwe techniek op: retrograde tracing en anterograde tracing. Door middel van deze technieken kan een zenuwcel aangekleurd worden, zodat de ligging hiervan onderzocht kan worden.
Een nog verfijndere techniek is die van de virus tracing. Hierbij kunnen de verbindingen en zenuwbanen gevolgd worden. Het probleem hierbij is dat een zenuwcel zeer veel verbindingen kan hebben.